# Sudong-myeon, Hamyang-gun
Sudong-myeon (koreanska: 수동면) är en socken i provinsen Södra Gyeongsang i den södra delen av Sydkorea, 250 km söder om huvudstaden Seoul. Den ligger i östra delen av kommunen Hamyang-gun.